# Utricularia odontosepala
Utricularia odontosepala — вид рослин із родини пухирникових (Lentibulariaceae).

## Біоморфологічна характеристика
Наземна трава. Ризоїди і столони капілярні, численні. Листки розкидані на столонах, вузько-зворотно-лопатоподібні, 10–30 × ≈ 1 мм, 1-жилкові. Пастки численні на столонах і листках, яйцеподібні, 0.3–0.8 мм завдовжки; рот крайовий з дорсальною бахромою з ≈ 5 залозистих волосків. Суцвіття прямовисне, просте, 5–25 см завдовжки. Частки чашечки нерівні, широко яйцеподібні, 2.5–3.5 мм завдовжки, дрібно сосочкові або гладкі, плоскі, край глибоко розділений на 7–11 шилоподібних зубців. Віночок ліловий чи фіолетовий з жовтою плямою піднебінні, 7–15 мм завдовжки; верхня губа широко-яйцеподібна, верхівка округла з невеликою виїмкою; нижня губа ниркоподібна з чітко 3-кругло-зубчастою верхівкою; шпора шилоподібна, гостра, приблизно в 1.5 раза довша за нижню губу. Коробочка куляста, 1.5–2 мм завдовжки. Насіння численне, яйцеподібне, дещо кутасте, ≈ 0.2 мм завдовжки.

## Середовище проживання
Ендемік Центральної Африки: ДР Конго, Малаві, Замбія.